# خالد الحربي (لاعب كرة قدم مواليد 1993)
خالد الحربي (مواليد 12 أبريل 1993) هو لاعب كرة قدم سعودي .
مثل نادي هجر في الفئات السنية ولعب في نادي العدالة.

## وصلات خارجية
- خالد الحربي على موقع Soccerway.com (الإنجليزية)

- خالد الحربي